# Signoria di San Salvatore Maggiore
La Signoria di San Salvatore Maggiore fu un'unità territoriale costituita, a partire dall'VIII secolo, dai possedimenti dell'abbazia benedettina di San Salvatore Maggiore, nella regione contigua al monastero, situato sull'altopiano del monte Letenano, nell'Alta Sabina, nel territorio reatino, ai margini della regione storica del Cicolano.
Il patrimonio del monastero del Salvatore si concentrava, per lo più, nei dintorni dell'abbazia occupando il territorio detto delle "Plage", posto a cavallo tra la valle del fiume Salto e quella del fiume Turano, dal fosso di Paganico - oggi fosso dell'Obìto - fino al Borgo di Rieti: questa parte più rilevante del patrimonio dell'abbazia di San Salvatore Maggiore formò, per secoli, una solida unità territoriale ed amministrativa definita in seguito, dagli storici, la Signoria di San Salvatore Maggiore.
L'unità territoriale della signoria venne costituita a partire dalla fondazione dell'abbazia, nell'VIII secolo, si accrebbe fino al XII secolo rimanendo, per secoli, una realtà ben definita fin quando, in epoca napoleonica, all'annessione dell'Italia centrale all'impero francese, seguì un nuovo assetto dei territori abbaziali che causò, de facto, la sua definitiva frammentazione.

## Storia
Dal momento che l'archivio dell'abbazia di San Salvatore Maggiore è andato perduto, per ricostruire le vicende del cenobio, gli storici si sono serviti delle notizie provenienti da altre fonti, in primis quelle fondamentali della vicina abbazia di Farfa. Nonostante ciò la storia dell'abbazia di San Salvatore Maggiore risulta colma di lacune. Non stupisce, pertanto, che non vi siano ancora informazioni sufficienti per permettere di riscostruire un quadro cronologico della formazione del patrimonio di possedimenti che diede poi vita alla Signoria di San Salvatore Maggiore con un dettaglio adeguato all'importanza dell'abbazia stessa.

### Il territorio delle Plage e i castelli dell'abbazia di San Salvatore Maggiore

#### VIII - X secolo
Le fonti medioevali lasciano intendere che, fin dalla sua fondazione nel 735 all'epoca del re Liutprando, per mezzo delle donazioni e dei lasciti testamentari dei nobili longobardi, il patrimonio dell'abbazia si fosse esteso nei territori contigui all'abbazia stessa, nell'alta Sabina, intersecandosi con quello della vicina abbazia di Farfa titolare anch'essa, almeno fino al XII secolo, di territori nella zona dell'interfiume Salto-Turano, denominato delle "Plage" nelle fonti farfensi altomedioevali. Le donazioni erano continuate nel IX secolo sotto la dominazione carolingia quando l'abbazia, entrando insieme a quella di Farfa sotto la protezione imperiale vista la sua posizione strategica ai margini dell'impero, nel territorio del ducato di Spoleto, accrebbe ancora la sua importanza e con essa i suoi possedimenti. È a partire dal X secolo che si ha notizia, sempre dalle fonti farfensi, di accordi tra gli abati di Farfa e San Salvatore per la permuta di proprietà tra le due abbazie con lo scopo di permettere ad ognuna delle due comunità monastiche di esercitare un miglior controllo sui propri possedimenti. L'accrescimento del patrimonio abbaziale continuò per buona parte del X secolo per subire, quindi, un arresto all'epoca delle invasioni e della devastazione operata dai saraceni sul finire del X secolo.
È probabilmente proprio intorno alla fine del X secolo che i nuclei abitativi presenti nel territorio delle Plage, raccolti fino ad allora in unità denominate nelle fonti medioevali, a seconda dei casi, plebi, ville o villule e sorti attorno ad una chiesa rurale o grangia, vennero rilocati sulle alture più prossime agli insediamenti stessi, in posizioni più facilmente difendibili dando origine a quel fenomeno detto dell'incastellamento da cui nacquero, poi, i castelli della Signoria di San Salvatore Maggiore.

#### XII secolo
Come detto in precedenza, nelle terre delle Plage erano presenti, in seguito a lasciti e donazioni, possedimenti delle due abbazie imperiali, tanto della più vicina abbazia del Salvatore quanto di quella, più distante, di Farfa.
Ne è conferma un documento del 1157, un atto di concordia tra l'abbazia di Farfa e il Conte Lamberto di Faenza, ovvero Lamberto dei Conti di Cunio, nobili romagnoli, vassalli dell'imperatore Barbarossa, circa dei possedimenti associati alle terre del Castrum Plagiarum, un insediamento a scopo difensivo sorto nel territorio delle Plage: per questi territori nel documento vengono precisati i confini: “da cima i castelli di Magnalardo e Cenciara, da un lato il fiume Velino, dall’altro la chiesa di S. Angelo nel borgo di Rieti e infine il fiume Turano”. Il fatto che si tratti di un atto di concordia, spinge a pensare che le terre in oggetto fossero in origine state affidate all'abbazia di Farfa e che, quindi, fossero state concesse dalla stessa abbazia, probabilmente sotto richiesta imperiale, forse proprio dell'imperatore Barbarossa - tra il 1152, anno dell'elezione ad imperatore, ed il 1157, anno in cui venne steso il documento - ai Conti di Cunio, nobili nel campo ghibellino. Sorta in seguito una qualche disputa tra questi ultimi e l'abbazia di Farfa, la lite venne risolta dall'atto di concordia.
La prima notizia disponibile, invece, circa un'estesa unità territoriale nell'interfiume Salto-Turano sotto l'autorità dell'abate di San Salvatore Maggiore è quella fornita da un documento del 1185, conservato all'Archivio Capitolare Reatino, un contratto di enfiteusi tra l'abate di San Salvatore Maggiore Gentile e Teodino, figlio di Rinaldo e un altro Rinaldo, figlio di Sinibaldo, fratello di Rinaldo (pertanto cugino di Teodino) per la terra conosciuta con il nome “Plaie” (ndr. le Plage ricordate prima) un tempo amministrata da un certo Uguicio di San Martino avente i seguenti confini: ”Dal primo lato il fiume Salto, dal secondo lato il territorio della Chiesa o ciò che tenete in Porcigliano concessovi dalla chiesa, dal terzo lato il fiume Turano e dal quarto la torre (ndr. forse, meglio, la terra) che fin dai tempi antichi fu “in Pectorina”, [che] discende fino al fiume Velino e tende verso il Salto”.
Un documento del 27 Maggio 1191, infine, in cui papa Celestino III prende l'abbazia di San Salvatore Maggiore sotto la sua protezione, ricordandone i confini che comprendono il territorio: "[...] tra il Salto e il Turano [...] dal ruscello di Paganico [...] fino al Ponte di Rieti", lascia intendere che nel 1191 tutto il territorio tra i fiumi Salto e Turano, dal fosso di Paganico al ponte romano sul fiume Velino presso la chiesa di San Michele Arcangelo a Rieti, fosse, finalmente, nella proprietà dell'Abbazia di San Salvatore Maggiore sebbene i Conti di Cunio godessero ancora, all'epoca, di parte del territorio della Plage in enfiteusi, non più, però, dall'abbazia di Farfa ma da quella di San Salvatore, ulteriore conferma di una permuta avvenuta precedentemente tra le due abbazie per dei territori nella zona delle Plage.
Stando ai documenti noti è quindi il 1191 la data certa a cui si può attribuire l'inizio della Signoria di San Salvatore Maggiore come unità territoriale estesa, termine di un percorso di accrescimento territoriale iniziato con la fondazione dell'abbazia nell'VIII secolo e proseguita prima con il favore dei signori longobardi e franchi e, quindi, con il favore imperiale, fino al XII secolo quando, raggiunto l'apice dell'estensione territoriale della signoria, con la definizione dello scontro tra impero e papato, durante la cosiddetta lotta per le investiture, l'abbazia, dopo le due fiammate filoimperiali verso gli imperatori svevi, Federico Barbarossa e Federico II, passò definitivamente nel campo pontificio.
Documenti posteriori al 1191 aiutano ad attribuire alla realtà territoriale della Signoria di San Salvatore Maggiore confini più precisi con l'elencazione, fatta in alcuni di questi documenti conservati negli archivi reatini o in quelli vaticani, nelle epoche successive, dei castelli, ovvero dei nuclei abitativi e dei loro territori, che si trovavano all'interno della Signoria di San Salvatore Maggiore e che erano, rimanendo per secoli, parte integrante del suo patrimonio storico, antropico, amministrativo e culturale.

#### XIII secolo
Dopo la morte dell'imperatore Federico II nel 1251, con il definitivo tramonto di un'autorità imperiale capace di opporsi ai disegni del papato, il prestigio e l'autorità del potere dell'abbazia vennero messi in discussione, come mai avvenuto prima, tanto che, già nel 1253, il vescovo di Rieti Tommaso, nominato nel 1252, avviò un processo contro l'abate di San Salvatore Maggiore per l'attribuzione di molte chiese e cappelle nel territorio della Signoria che erano state, un tempo, di pertinenza della diocesi reatina.
Quello del 1253 fu il primo ma non l'ultimo attacco al potere e all'unità territoriale dell'abbazia nel XIII secolo.
Nel 1282, infatti, il comune di Rieti, nel tentativo di ampliare il suo districtus, spinse alcuni dei castelli della Signoria a chiedere l'annessione alla città per liberarsi dei propri obblighi feudali nei confronti dell'abate di San Salvatore Maggiore e allo stesso tempo costrinse il monastero ad assumere l'impegno di partecipare al parliamentum della città e di contribuire economicamente alla costruzione della nuova cinta muraria che la città stava costruendo dopo gli assedi da parte dei normanni nel XII secolo e dell'esercito di Federico II solo qualche decennio prima. Fu questo il primo vero attentato verso l'unità territoriale della Signoria che perse, di fatto, il controllo su parte del suo territorio, quello più a settentrione, a ridosso della città di Rieti, che passo definitivamente nelle mani del comune reatino.

#### XIV secolo
Nel 1308, a seguito di giochi di potere dei nobili de Romania che avevano mire verso il controllo dell'abbazia, l'unità territoriale della signoria abbaziale venne definitivamente compromessa dall'attacco al complesso abbaziale che i de Romania effettuarono con l'aiuto dei reatini. A seguito di questi eventi bellici, con una lettera del 15 giugno 1310, il papa Clemente V, da Avignone, richiese l’intervento del re di Napoli, Roberto d’Angiò, in qualità di senatore dei romani, affinché i castelli, i villaggi, le terre e tutti i diritti usurpati all’abate di San Salvatore, gli fossero restituiti, per il tramite degli ufficiali di Re Roberto. In una seconda lettera il papa elencò scrupolosamente questi luoghi, ovvero Mirandella, Lutta, Vallecupola, Guaita, Rocca Vittiana, Poggio Vittiano, Longone, Insegne, Vaccareccia, Magnalardo, i villaggi degli Olmi (San Silvestro), di San Benedetto e delle Grotti, Porcigliano – oggi Fassinoro – con il villaggio di Licignano, Cenciara, Rocca Ranieri, Concerviano, Pratoianni e Offeio. Questo del 1310 è il primo degli elenchi dei castelli appartenenti alla Signoria di San Salvatore Maggiore.
Nel 1382, all'epoca dell'abate Ludovico di Lippo Mareri, l'abbazia fu ancora in conflitto con il comune di Rieti e nel corso della soluzione di una lite venne redatto un atto, conservato negli archivi reatini che fornisce, di nuovo, un elenco dei castelli soggetti dell'abbazia nel 1385, che comprendevano, quindi, all'epoca: Mirandella, Vallecupola, Poggio Vittiano, Guaita, Rocca Vittiana, Longone, Pratoianni, Baccarecce (Vaccareccia), Antignano, San Silvestro, Rocca Ranieri, Porcigliano (Fassinoro), Cenciara, Offeio, Capradosso, San Martino, Verano. Mancava, rispetto all'elenco nella lettera di Clemente V del 1310, Magnalardo, probabilmente, all'epoca, ancora in possesso dei Savelli.

#### XV - XVI secolo

##### I castelli di San Salvatore Maggiore sul portale dell'abbazia sotto Giulio II (1506)
Nel corso del XV secolo, altri eventi bellici che interessarono anche il resto della penisola, furono causa, insieme ad eventi calamitosi, dell'abbandono delle ultime ville o plebi ancora presenti sul territori abbaziale (Antignano, Licingiano, Verano, Lutta, Guaita e Mirandella).
La rappresentazione più celebre dell'unità territoriale della Signoria di San Salvatore Maggiore è quella offerta, agli inizi del XVI secolo - poco dopo l'unione della commenda di San Salvatore Maggiore a quella di Farfa avvenuta 1494 per volere di papa Alessandro VI Borgia - dalla raffigurazione del portale in legno della chiesa del Salvatore all'abbazia di San Salvatore Maggiore, all'epoca di papa Giulio II della Rovere, nel 1506, e conservata in una pagina di un codice della Biblioteca apostolica Vaticana.
All'epoca, infatti, del cardinale Galeotto Franciotti della Rovere, sotto il pontificato di Giulio II della Rovere, venne commissionata la realizzazione di un portale per la cattedrale dell'abbazia ad un maestro d'ascia che vi raffigurò, scolpendole su delle formelle, le immagini dei castelli soggetti all'abbazia.
Si trattava di 24 formelle, disposte su sei file, ogni fila composta di quattro formelle, ove lo scultore impresse un'immagine di ogni castello con sotto il suo nome: nelle prime quattro file lo scultore rappresentò i castelli all'epoca ancora abitati, nelle ultime due file, al fondo, i castelli ormai, nel XVI secolo, diruti insieme al fregio di due leoni rampanti agli angoli inferiori del portale. L'ordine in cui erano rappresentati i castelli era forse dovuto all'importanza che ognuno dei castelli rivestiva all'interno dell'economia o della politica abbaziale o forse a motivi di presenza abitativa o di prestigio relativi ad ognuno degli abitati.
Il testo sul portale era inciso utilizzando dei caratteri maiuscoli in maniera del tutto peculiare: l'artista estese infatti al testo la sua capacità creativa nella gestione dello spazio a sua disposizione raggruppando alcune lettere per poi ridurne nelle dimensioni ed accorparne altre in una visione quasi tipografica e creando, per ognuno dei nomi dei castelli, un unicum che presenta un indiscutibile effetto stilistico.
In alto sulla prima riga del portale in legno, al di sopra delle formelle, si legge:
(Vat.Lat. 9136, folio 274r)

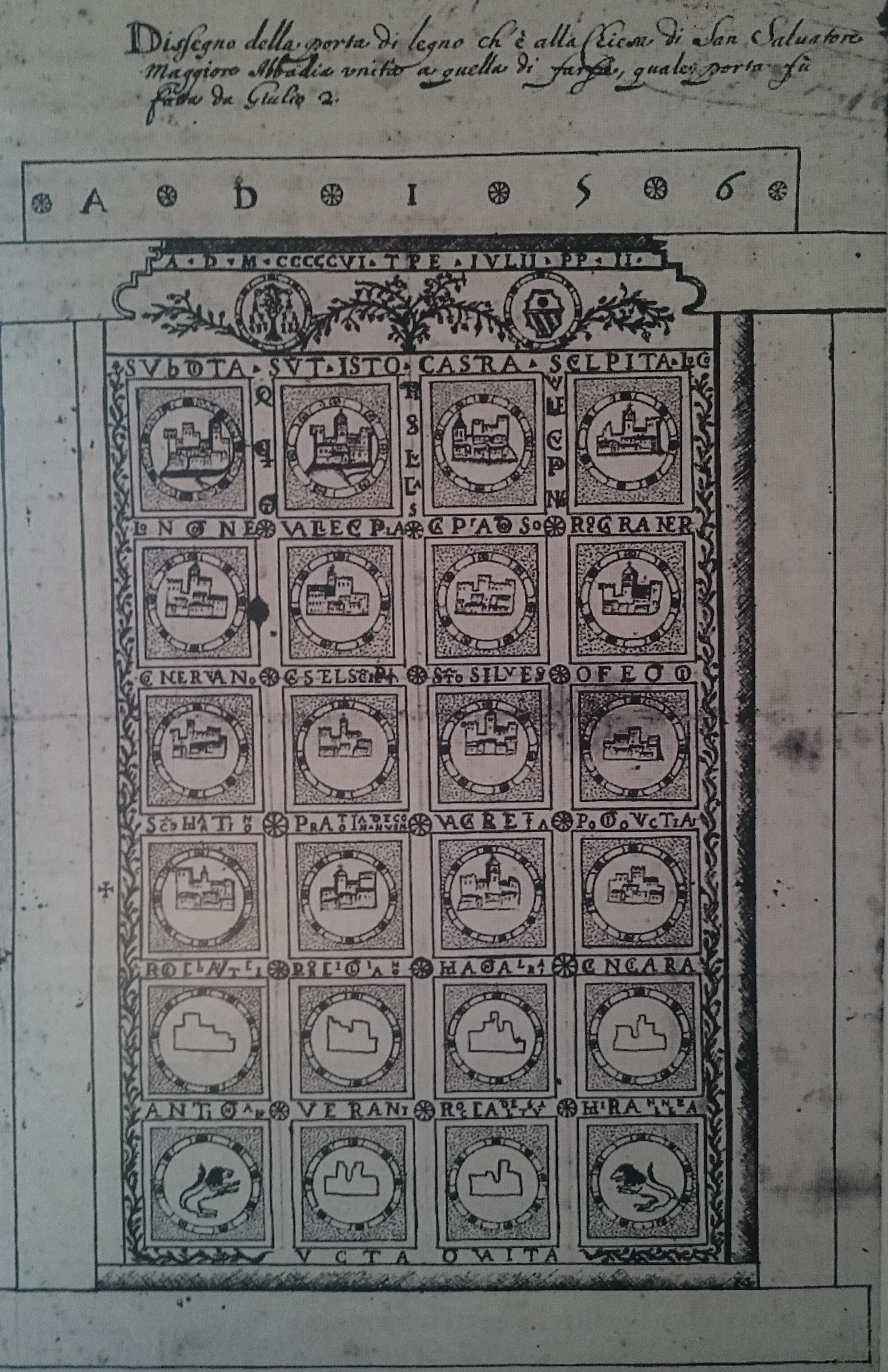
Portale della chiesa di San Salvator Maggiore (1506) sul manoscritto Vat.Lat. 9136 (f. 274r) alla Biblioteca Vaticana.

Dall'angolo in alto a sinistra procedendo, come in un testo scritto, verso destra e poi di nuovo alla riga successiva troviamo, con il nome indicato in volgare al di sotto della formella che ne raffigura l'abitato:
- Longone - Longone
- Vallecupola - Vallecupola
- Caprados(s)o - Capradosso
- Rocca Ranieri - Roccaranieri
- Concerviano - Concerviano
- Castel Sancti Petri - Castel San Pietro[21][senza fonte]
- S(an)to Silvestr(o) - San Silvestro
- Offedio - Offeio
- S(an)cto Martino - San Martino
- Pratoianni (de Convento) - Pratoianni
- Vaccaretia - Vaccareccia
- Podio Victiani - Poggio Vittiano
- Rocca Victiani - Rocca Vittiana
- Porcigliano - Fassinoro
- Magnalari - Magnalardo
- Cenciara - Cenciara
- Antignano - Antignano (castello diruto), confluito nel territorio di Roccaranieri
- Verani - Verano (castello diruto)
- Rocca de Saltu - Rocca del Salto (castello diruto)
- Mirannella - Mirandella (castello diruto), confluito nel territorio di Varco Sabino
- Ucta - Lutta (castello diruto)
- Guaita - Guaita (castello diruto)

#### XVI secolo

##### De Antiquitatibus Reatisdi Mariano Vittori (1570 ca)
Nel suo trattato inedito Rev.mi Mariani Vittorii Civis et E.pi Reatini. De Antiquitatibus Reatis, pubblicato in appendice da Niccolò Persichetti nello scritto La Salaria nei dintorni di Roma e Rieti (1909), l'umanista reatino Mariano Vittori (1464-1573) riporta (presumibilmente nella seconda metà del Cinquecento), a proposito del territorio dell'abbazia di San Salvatore Maggiore, la menzione dei suoi «sedici castelli»:
(Mariano Vittori, R.mi Dni Mariani Victoris Civis et E.pi Reatini de Antiquitatibus Reatis, pagg.78-86)

#### XVII secolo

##### Catalogus Oppidorum Castellorum et VillarumnelSynodusdel cardinale Carlo Barberini (1685)

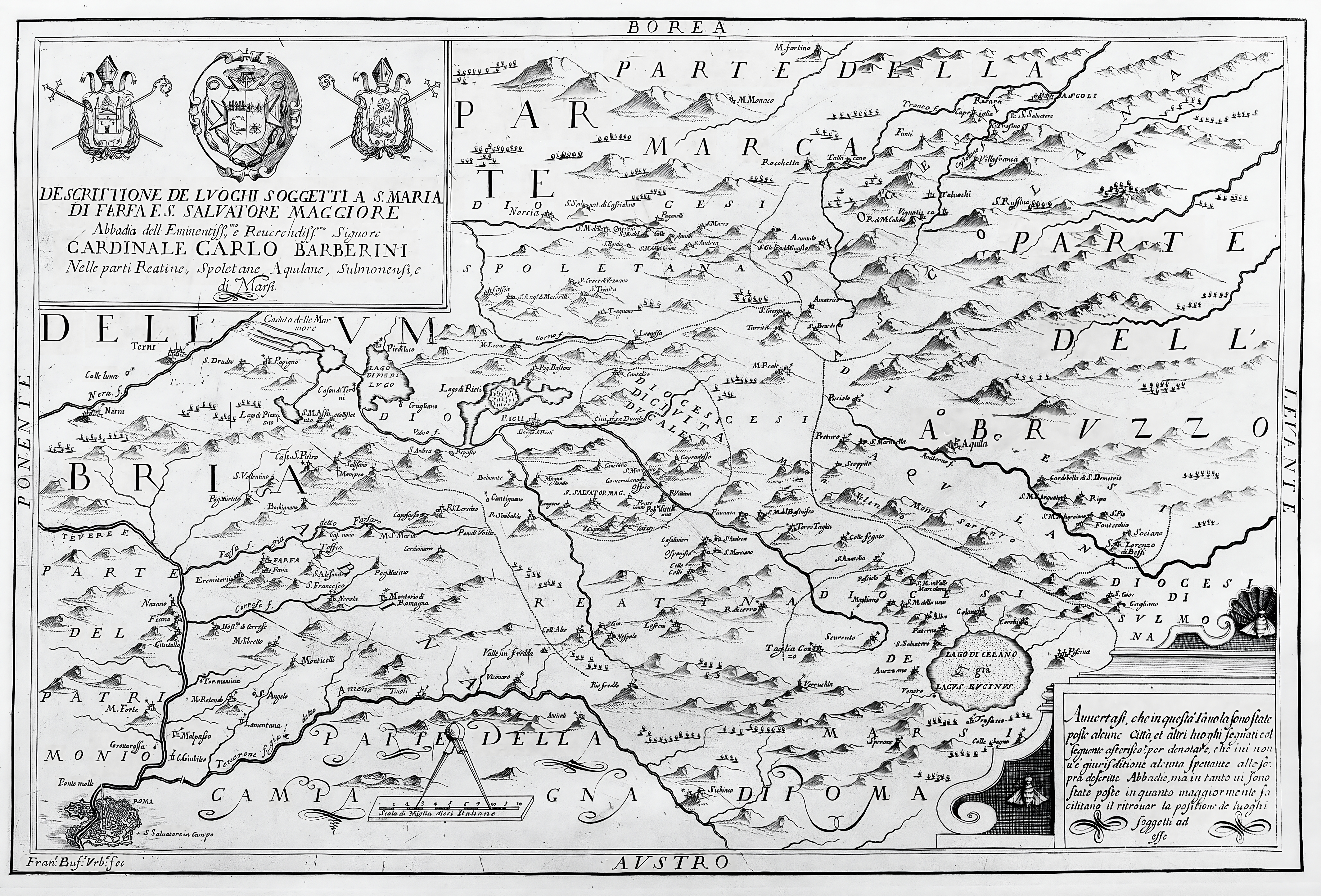
Carta dei luoghi soggetti alle Abbazie di Farfa e San Salvatore Maggiore contenuta nel Synodus dioecesana insignium abbatiarum S. Mariae Farfensis et S. Salvatoris Maioris Ord. S. Benedicti del 1685 (Francesco Antonio Bufalini)

La definitiva cristallizzazione dell'organizzazione territoriale della Signoria di San Salvatore Maggiore si trova nelle pagine del Synodus dioecesana insignium abbatiarum S. Mariae Farfensis et S. Salvatoris Maioris Ord. S. Benedicti 1685 celebrata, ovvero nel resoconto del sinodo indetto a Farfa, nel 1685, dall'allora abate commendatario, cardinale Carlo Barberini.
Nel testo, al fondo, insieme ad una rappresentazione cartografica del territorio dell'abbazia di San Salvatore Maggiore - opera di Francesco Antonio Bufalini - sono menzionati i sedici paesi facenti parte, ancora alla fine del XVII secolo, dei possedimenti dell'abbazia nel territorio contiguo all'abbazia, più altri quattro, al di fuori della territorio della Signoria. Nelle parole dello Schuster:

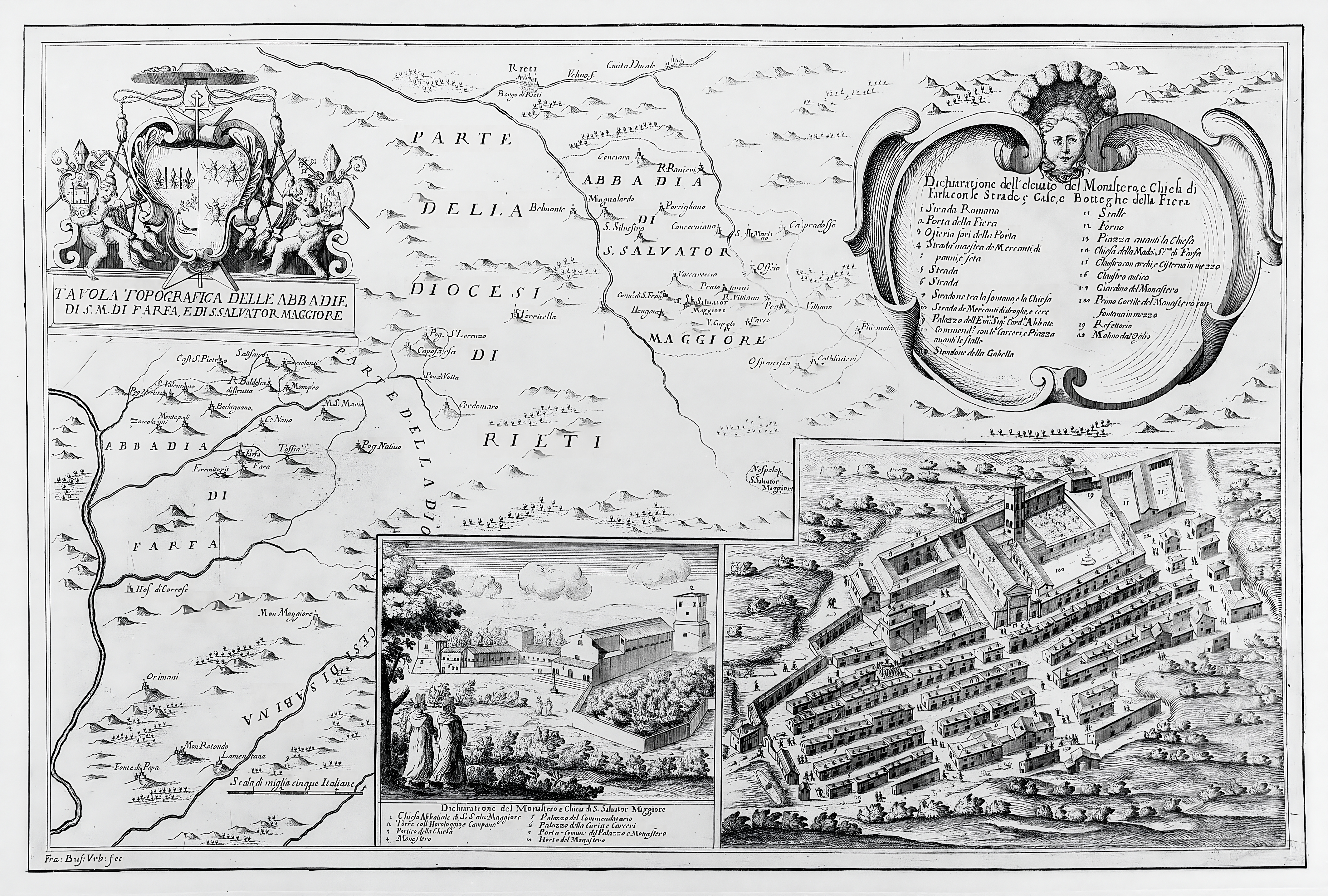
Tavola topografica delle Abbazie di Farfa e San Salvatore Maggiore contenuta nel Synodus dioecesana insignium abbatiarum S. Mariae Farfensis et S. Salvatoris Maioris Ordo S. Benedicti del 1685 (Francesco Antonio Bufalini)

(Ildefonso Schuster, Il monastero imperiale di San Salvatore sul monte Letenano, Roma, 1914, pag.446-447)
1 Longone Sabino
2 Vallecupola
3 Capradosso
4 Roccaranieri
5 Concerviano
6 Varco Sabino
7 San Silvestro
8 Offeio
9 San Martino
10 Pratoianni
11 Vaccareccia
12 Poggio Vittiano
13 Rocca Vittiana
14 Fassinoro
15 Magnalardo
16 Cenciara
Nel Catalogus Oppidorum, Castellorum et Villarum sub iurisdictione Abbatiali in Corpore Abbatiae S.Salvatoris Maioris contenuto a pag.1069 del Synodus si trovano, quindi, elencati in ordine alfabetico, come i sedici castelli in Corpore Abbatiae Sancti Salvatoris Maioris: 
- Arx Raineria / Arx Raneria[29] - Roccaranieri
- Arx Vittiani / Arx Vittiana - Rocca Vittiana
- Capradoxum - Capradosso
- Castrum Sancti Silvestri - San Silvestro
- Castrum Sancti Martini - San Martino
- Censuaria - Cenciara
- Concervianum - Concerviano
- Longonum - Longone
- Magnilarium - Magnalardo
- Offedium - Offeio
- Podium Vittianum - Poggio Vittiano
- Porcilianum - Fassinoro (già Porcigliano)
- Pratum Iohannis / Pratoianne - Pratoianni
- Vaccaricia - Vaccareccia
- Vallis Cupula - Vallecupola
- Varcum - Varco Sabino

Sono gli stessi castelli riportati sul portale della chiesa del Salvatore all'abbazia di San Salvatore Maggiore del 1506 ad eccezione di Castel San Pietro, sostituito, in questo nuovo elenco, da Varco. 

#### XIX secolo
Durante i secoli della commenda Il territorio abbaziale mantenne praticamente intatta la propria identità fino alla conquista napoleonica della penisola durante la quale, nel 1809, anche il territorio dell'abbazia, come il resto dei domini francesi dell'impero, venne riorganizzato. La divisione effettuata dai francesi permase dopo il 1814, in epoca post napoleonica, in seguito alla riforma amministrativa dello stato pontificio ponendo fine, di fatto, alla secolare vita della Signoria di San Salvatore Maggiore.

#### Età Contemporanea
Alla nuova suddivisione non corrispose un'accresciuta attenzione per i territori una volta sottoposti al controllo abbaziale.
Il futuro cardinale Schuster, che visitò agli inizi del Novecento quegli stessi paesi della Signoria di San Salvatore Maggiore, di cui tanto aveva letto nelle fonti documentali, probabilmente influenzato dalla condizione di abbandono dell'abbazia, non ne rimase affatto ben impressionato.
Oggi i sedici castelli nel territorio dell'abbazia non costituiscono più, da oltre un secolo, un'unica unità amministrativa, trovandosi suddivisi, infatti, nei territori di cinque diversi comuni:
- Longone Sabino: 4 castelli (Longone, Roccaranieri, San Silvestro e Porcigliano (Fassinoro)),
- Concerviano: 4 castelli (Concerviano, Pratoianni, Vaccareccia e Cenciara),
- Rocca Sinibalda: 2 castelli (Magnalardo, Vallecupola),
- Varco Sabino: 3 castelli (Varco, Rocca Vittiana e Poggio Vittiano)
- Petrella Salto: 3 castelli (San Martino, Offeio, Capradosso).

## Il governo dei castelli dell'abbazia di San Salvatore Maggiore (735-1861)

### Il governo dell'abate di San Salvatore Maggiore (735-1447)

#### L'organizzazione del governo dei territori abbaziali

##### Il potere temporale e la giustizia (l'abate, il capitolo abbaziale, gli statuti abbaziali, la curia e il capitano dell'abbazia)
I castelli nel territorio dell'abbazia di San Salvatore Maggiore furono, fino al 1447, quando morì Battista Orsini, l'ultimo abate eletto dai monaci di quel monastero, sotto la diretta amministrazione dell'abbazia. L'abate di San Salvatore Maggiore era a capo della diocesi di San Salvatore Maggiore e come tale era la massima carica spirituale. Era il capitolo abbaziale, costituito dall'abate e da altri monaci del monastero, ad amministrare il poter temporale nei territori dell'abbazia. Gli aspetti della vita dei paesi dell'abbazia erano stabiliti dagli statuti abbaziali, concisi codici, redatti con l'aiuto dei rappresentanti dei castelli dell'abbazia e modificati più volte nel corso dei secoli dai cui articoli si intuiscono le competenze e le ingerenze del capitolo abbaziale nella vita dei paesi dell'abbazia. La curia, ovvero la sede amministrativa, era situata proprio nell'abbazia: qui venivano stipulati, da notai al servizio dell'abbazia, gli atti sugli immobili che garantivano le rendite abbaziali; qui veniva amministrata la giustizia, affidata ad un capitano dell'abbazia motivo per il quale nel complesso abbaziale erano presenti dei locali adibiti a carcere. Si ricorreva al supremo giudice abbaziale, il capitano di San Salvatore, ad esempio, per impugnare un testamento.

##### La difesa del territorio, la collezione dei tributi, il commercio
Era il capitolo abbaziale che, in caso di pericolo e minacce dall'esterno, come avvenuto tra il XII ed il XIV secolo, organizzava la difesa del territorio. Compito del capitolo era anche la gestione delle imposte e dei tributi: i monaci riscuotevano le decime e le vigesime, gli affitti dei terreni e dei mulini dati in locazione nei territori abbaziali così come le imposte sulle compravendite. Le proprietà dei monaci erano molte ed i monaci raccoglievano dagli affittuari il grano che, se l'annata era stata abbondante, facevano vendere fuori del territorio dell'abbazia altrimenti era conservato nei grandi magazzini dell'abbazia per venire incontro ai bisogni dei singoli castelli. In caso di carestia, qualora anche le scorte abbaziali fossero terminate, ogni paese provvedeva da sé cercandone da quanti ne avevano, nei territori abbaziali o nei dintorni. Era anche esclusivo monopolio dell'abbazia il commercio delle carni e del sale per la loro conservazione così come esclusiva del capitolo abbaziale erano i rapporti commerciali e politici con le altre entità territoriali.

#### L'amministrazione dei castelli (il consiglio, i massari, i preconi e i guardiani)
Questo il quadro generale. Nel particolare, poi, ogni castello, si amministrava in modo autonomo, circa le cose di minor conto. In ogni paese dell'abbazia ogni anno si nominavano, tra i propri abitanti, due massari i quali avevano il compito di risolvere le necessità che nel corso del mandato si facevano incombenti. Quando sorgeva qualche problema essi davano l'ordine al precone o vicecomite o balivo, perché, passando per le vie del castello, annunciasse a tutti che bisognava riunire il consiglio. Un rappresentante per ogni casa era tenuto a partecipare a questa adunanza e l'assemblea era valida quando fossero convenuti almeno i due terzi degli aventi diritto. I rappresentanti le famiglie, se erano nel paese e liberi da qualsiasi impedimento, avevano l'obbligo di partecipare al consiglio e, qualora non vi avessero partecipato per negligenza, erano soggetti ad una multa. Si riunivano in genere nella casa comunale altrimenti nella casa parrocchiale o in quella di uno dei massari. I problemi che spingevano i massari ad indire un consiglio erano innanzitutto questioni territoriali con i vicini, pagamento di tasse straordinarie emesse dal governo centrale, costituzione di censi per far fronte a spese di ordine pubblico, affitto di pascipascoli affidati alla comunità e nomina del loro guardiano, nomina del maestro di scuola (fino ai primi del Seicento), appalto di case pubbliche come il forno e qualsiasi altra cosa che potesse alterare la tranquilla vita del paese. Poteva capitare che tutti i paesi dell'abbazia avessero un problema in comune: si riunivano allora i massari di tutti i paese all'abbazia e si teneva un consiglio generale.

#### Il territorio e l'economia (l'enfiteusi, il pascipascolo ed il legnatico)
L'economia del territorio dei paesi dell'abbazia, era basata principalmente sull'agricoltura e sulla pastorizia. Era attivo anche il commercio tra i paesi dell'abbazia ed i territori limitrofi, nonostante la limitazione delle dogane ed esisteva un artigianato locale tuttavia la fonte principale di reddito per gli homines de abatia era quella di tipo agricolo-pastorale.
È in quest'ottica che assumeva particolare importanza l'estensione del territorio di cui poteva disporre la comunità di ognuno dei paese dell'abbazia. Da tener presente che il territorio era diviso tra terreni a completa disposizione del proprietario (che poteva essere un privato o l'abbazia che lo affidava in affitto per un lungo periodo, spesso tramite un contratto di enfiteusi ovvero con l'obbligo per l'affittuario di migliorare il terreno) e terreni gravati dai cosiddetti usi civici ovvero dal diritto antichissimo, ab immemorabili, per gli abitanti di un castello, in particolari periodi dell'anno, di fruire dell'uso di un terreno o dei suoi beni. Gli abitanti potevano ad esempio, nei terreni gravati da usi civici, in alcuni periodi dell'anno, condurre al pascolo le bestie e raccogliere la legna: erano il diritto di pascipascolo e di legnatico.

### Il governo degli abati commendatari (1447-1589)
Dal 1447 fino al 1589, divenuta, l'abbazia proprietà degli abati commendatari, nelle loro mani passò il potere spirituale, che essi esercitavano con il titolo di abate di San Salvatore Maggiore, così come il potere temporale, una volta amministrato nei territori dell'abbazia dal capitolo abbaziale.

#### Gli statuti di San Salvatore Maggiore (1480 ca)
Avvenne sotto l'abate Giovanni Battista Orsini, nel 1480 circa, la redazione degli statuti dell'abbazia, di 103 articoli, conservati negli archivi della famiglia Orsini ed oggi all'archivio storico capitolino a Roma. Furono così descritti nel Regesto De Cupis: "Statuti e costituzioni del Monastero di San Salvatore Maggiore in Sabina, concernenti il governo di quelle terre, essendo allora abate Commendatario Giovanni Battista Orsini, protonotario apostolico e chierico di Camera, e detti statuti contenevano le leggi civili e penali, quali furono approvate con l'intervento dei massari dei luoghi a quelle terre soggette, inteso prima il parere di Ser maestro Martini, e coll'approvazione del detto Abate Commendatario. Gli statuti sono stati redatti con 103 capitoli, l'ultimo dei quali si riferisce alle pene da infliggersi a coloro che avessero trasgredito a quanto viene prescritto negli stessi Statuti''.

##### La giustizia: la delega al luogotenente e lo spostamento delle carceri a Longone
Gli abati commendatari delegarono l'amministrazione della giustizia ad un luogotenente o commissario generale che risiedeva nel palazzo dell'abbazia. L'amministrazione effettiva della giustizia, però, ebbe sede nel vicino castello di Longone che divenne, allora, quasi la capitale dell'abbazia. Anche le carceri furono spostate a Longone, così come la sede di adunanza dei consigli generali.
In mano agli abati commendatari i soprusi e le prepotenze che i paese dovevano sopportare, ricorrevano con una certa frequenza. I paesi si rivolgevano allora, per far valere i propri diritti davanti alla Curia Pontificia, cui il commendatario era comunque sottoposto, ad un avvocato, spesso con esito positivo.

### Formalmente sotto il governo della Camera Apostolica (1589-1809)
Sisto V (1585-1590), nel 1589, sottrasse la giurisdizione civile delle terre dell'abbazia alla commenda e le consegò alla Camera Apostolica, salvo poi essere restituita agli abati commendatari sotto i Barberini da Urbano VIII nel 1627.

#### Longone sede del governatore, del baronecello e dei birri
L'abbazia, passata quindi, dopo il Concilio di Trento, sotto il diretto controllo della Sacra Congregazione del Buon Governo, divenne un governatorato e Longone divenne la sede del governatore che si occupava per conto del governo centrale, dell'amministrazione civile fino al 1816 quando i territori dell'abbazia entrarono a far parte del Governatorato di Rocca Sinibalda e fu soppressa la sede del governatore di Longone. Erano compito del governatore di Longone la collezione di imposte e tributi e l'amministrazione della giustizia e dell'ordine pubblico. Per quest'ultimo compito al governatore di Longone fu assegnata una speciale squadra di birri, soldati di ventura venuti dalla Corsica, mantenuti a spese delle comunità dell'abbazia nella caserma di Longone.  Al loro capo si trovava un baroncello. Al tempo del governatore, per ragioni di ordine pubblico, i consigli generali si potevano riunire, solo dietro permesso del governatore ed erano obbligatori due consigli l'anno.
Per quanto riguarda la collezione di imposte e tributi nel 1600 il loro ammontare dipendeva dal numero di famiglie per paese a partire dal 1700 dai beni posseduti da ciascuno. La raccolta era regolata da un prontuario che regolava entrate ed uscite che, di norma, ogni paese doveva affrontare, così da renderne più agevole il pagamento e la collezione. Nel Settecento la raccolta delle imposte era data in appalto ad un Commissario Cavalcante. In caso di dispute da Roma arrivava un Commissario Apostolico. Se un paese non pagava per intero le imposte dovute, interveniva la mano regia ovvero l'ufficiale giudiziario che prendeva in ostaggio dei cittadini del paese moroso e li tratteneva nelle carceri di Longone fino all'estinzione del debito da parte della comunità. Anche sotto l'amministrazione civile del governatore di Longone si perpetuavano ingiustizie a carico degli abitanti dei paese che, come avveniva già in precedenza, potevano appellarsi alla giustizia romana. Nel Seicento le nobili famiglie cui appartenevano gli abati commendatari, rientrati in possesso della facoltà di disporre della proprietà dei territori della commenda, cominciarono a vendere i patrimoni abbaziali alle famiglie nobili rurali dei dintorni: stava nascendo il latifondismo, fino ad allora un fenomeno sconosciuto nei territori dell'abbazia che interessò, però, marginalmente la composizione sociale dei castelli dell'abbazia favorendo la nascita di una nuova classe di piccoli proprietari. Poteva accadere allora che le comunità dei paesi dell'abbazia dovessero difendersi oltre che dalle ingiustizie commesse dagli amministratori anche dalle ingiustizie e dai soprusi commessi dai nuovi proprietari magari con il concorso degli amministratori.

#### La vita religiosa sotto il governo della Camera Apostolica (i sinodi degli abati commendatari)

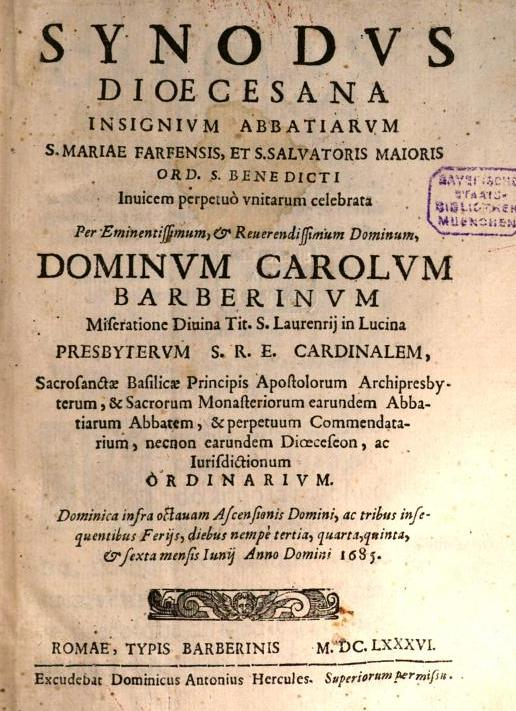
Copertina del Sinodo ordinato dal Cardinale Carlo Barberini del 1685 (Copia conservata alla Biblioteca di Stato di Monaco di Baviera).

Anche durante il governo della Congregazione del Buon Governo a capo della diocesi di San Salvatore Maggiore rimase l'abate commendatario che regolò quindi la vita religiosa dei territori dell'abbazia. In almeno due occasioni, nel XVI secolo, gli abati commendatari ricorsero ad un sinodo per raccogliere e perfezionare le norme religiose da osservarsi nei territori abbaziali, ricalcando in parte quanto fatto nei secoli precedenti con gli statuti dagli abati dell'abbazia: nel 1604 l'abate commendatario cardinale Alessandro Peretti e nel 1685 l'abate commendatario cardinale Carlo Barberini. Nel 1789 fu la volta del sinodo indetto dal cardinale Antonio Lante. Anche la lettura dei sinodi è utile per farsi un'idea degli usi e dei costumi all'interno dei territori dell'abbazia dove le norme religiose interessavano vasti ambiti della vita civile dei paesi.

##### La soppressione dell'Abbazia (1629)
Proprio l'abate Carlo Barberini, nel frattempo, fu responsabile della soppressione dell'abbazia di San Salvator Maggiore. Con la bolla "Sigulari Diligentia" del Papa Urbano VIII del 1629 40 monaci benedettini, per la maggior parte originari dei territori dell'abbazia, per più di dieci secoli testimoni e custodi delle tradizioni religiose e civili del territorio vennero cacciati dal monastero. Si rafforzò il potere dei chierici secolari ovvero dei preti: ad essi vennero affidati i vari benefici parrocchiali. I preti divennero i maestri dei bambini, a volte giudici nei contratti e arbitri della moralità del paese.

#### Campagna d'Italia e Repubblica Romana (1796-1799)
Alla fine del Settecento, sotto il governo del cardinale Antonio Lante Montefeltro della Rovere, furono gli eserciti della rivoluzione francese a portare scompiglio mei territori abbaziali. Nel 1796, in coincidenza della Campagna d'Italia del generale Bonaparte, fu indetta, nei territori dello Stato Pontificio, la leva generale: ogni paese dell'abbazia dovette fornire un soldato ogni cento abitanti. Alcuni degli abitanti dei borghi del territorio dell'abbazia, fedeli al regime papale, provvidero anche a fornire dei beni propri per l'acquisto di armamenti per la campagna dell'esercito pontificio del 1796.
Durante la breve esperienza della Repubblica Romana, tra il 1798 e il 1799, il territorio dell'abbazia fu assegnato al Dipartimento del Clitunno - Cantone di Castelvecchio. Dopo l'occupazione di Roma da parte dell'esercito borbonico e lo sbarco degli inglesi a Civitavecchia, nel giugno del 1800, le terre delle Stato Pontificio tornarono sotto il controllo di Papa Pio VII.

### Governo napoleonico (1809-1814)
Dopo la nuova entrata dei francesi a Roma nel febbraio del 1809 e l'annessione di Lazio e Umbria all'Impero francese nel maggio del 1809, sotto il governo napoleonico, le terre dell'abbazia già nello Stato Pontificio, come il resto dell'Alta Sabina, furono incluse nel Dipartimento di Roma - Arrondissment di Rieti.
Nel 1809 i paesi dell'abbazia già nello Stato Pontificio facevano parte del Dipartimento del Tevere - Circondario di Rieti - Cantone di Monteleone.
Nel 1812 i paesi dell'abbazia già nello Stato Pontificio appartenevano alla Prefettura di Rieti - Percezione di Longone.

### Governo della Camera Apostolica (1814-1861)
Al termine del periodo napoleonico, già nel 1814 le terre abbaziali tornarono sotto il governo della Camera Apostolica. Nel 1816 il governo dei domini papali fu tuttavia riorganizzato e i territori dell'abbazia confluirono nell'allora creata Delegazione Apostolica di Rieti.
Nel 1817 i paesi dell'abbazia già nello Stato Pontificio divennero "appodiati" (frazioni) di Belmonte e Rocca Sinibalda.
Nel 1827 la popolazione dei castelli sottoposti a San Salvatore Maggiore contava 8000 persone.
Nel 1853, con la creazione dei comuni di Longone e Concerviano, i paesi dell'abbazia già nello Stato Pontificio divennero quindi "appodiati" (frazioni) di Longone, Concerviano e Rocca Sinibalda in una suddivisione che rimarrà, più o meno invariata, dopo l'Unità d'Italia, con l'annessione dello Stato Pontificio al Regno d'Italia nel 1861.